# Архивы американского искусства
Архивы американского искусства (англ. Archives of American Art) — крупнейшая коллекция первичных ресурсов, документирующих историю изобразительного искусства в Соединённых Штатах. Более 20 миллионов единиц оригинального материала хранится в исследовательских центрах архивов в Вашингтоне, округ Колумбия, и в Нью-Йорке.
Как исследовательский центр Смитсоновского института, архив хранит материалы, относящиеся к различным видам американского изобразительного искусства. Представлены все регионы страны, также многочисленные эпохи и направления в искусстве. Среди художников, представленных в его коллекции, — Джексон Поллок, Ли Краснер, Марсель Брёйер, Рокуэлл Кент, Джон Сингер Сарджент, Уинслоу Хомер, Джон Трамбулл и Александр Колдер. Помимо документов художников, архив собирает документальные материалы из художественных галерей, от арт-дилеров и коллекционеров произведений искусства. Он также содержит коллекцию из более чем 2000 интервью устных историй, связанных с искусством.

## История
Архив американского искусства был основан в Детройте в 1954 году тогдашним директором Детройтского института искусств Е. П. Ричардсон и коллекционером произведений искусства Лоуренс А. Флейшман. Первым архивариусом была Арлин Кастер, библиотекарь Исследовательской библиотеки Детройтского института искусств. Обеспокоенные нехваткой материалов, касающихся американского искусства, Ричардсон и Флейшман при поддержке ученых и бизнесменов организовали архивы американского искусства.
Они намеревались собрать материалы, связанные с американскими художниками, арт-дилерами, учреждениями и писателями, и предоставить ученым и писателям доступ к фондам. В 1970 году архив стал частью Смитсоновского института, переместив его центр по обработке и хранилище из Детройта в Старое здание патентного ведомства в Вашингтоне, округ Колумбия. В настоящее время коллекция и офисы расположены в «The Victor Building». Ежегодно архив награждает за индивидуальные вклады в американское художественное сообщество медалью Архивов американского искусства, а историков искусства — премией Лоуренса А. Флейшмана за научные достижения в области истории американского искусства. Эти были вручены Марку ди Суверо, Чаку Клоузу, Джону Уилмердингу и другим.
В 2011 году архив американского искусства стал первым бизнес-подразделением Смитсоновского института, которое напрямую работало с Википедией через проект «Галереи, библиотеки и музеи Википедии».

## Коллекции
После основания архивов все коллекции, были продублированы на микроформах, что позволило архивам обеспечить легкий доступ к своим коллекциям по всей стране и создать архивные базы данных в Нью-Йорке, Вашингтоне, округ Колумбия, Бостоне, Детройте и в музее де Янга в Сан-Франциско. Сегодняшние филиалы включают де Янг, Бостонскую публичную библиотеку, Музей Амона Картера и Библиотеку Хантингтона. Архив также предлагает бесплатные микрофильмы для межбиблиотечного абонемента. Микрофильмы больше не производятся в архивах, так как они были заменены оцифровкой. Благодаря финансированию программы «Terra Foundation» архивы полностью оцифровали многочисленные коллекции, которые доступны на их веб-сайте. В апреле 2011 года архивы получили второй грант «Terra» в размере 3 миллионов долларов на пять лет для финансирования оцифровки и технологических разработок, которые начались в 2005 году.
Архивы в значительной степени полагаются на гранты и частные пожертвования для финансирования архивной обработки и ухода за коллекциями. В 2009 году архив получил грант в размере 213 315 долларов от Фонда Леона Леви для обработки записей галереи Андре Эммериха и подарок в размере 100 000 долларов от Фонда Кресса для завершения оцифровки записей Жака Селигмана и компании. В 2009 году в архив поступило 88 коллекций на общую сумму 717 погонных футов.

#### Известные коллекции
В архиве хранится уникальная коллекция материалов от известных художников, дилеров, критиков и коллекционеров. Хотя бумаги и документы составляют большую часть архива, с годами было приобретено все больше уникальных предметов. К ним относятся птичье гнездо и кукла Кьюпи из коллекции художника Джозефа Корнелла; посмертная маска художника Джорджа Лакса; чугунная модель автомобиля, принадлежавшая Францу Клайну. Самое раннее письмо в коллекции было написано Джоном Смибертом в 1743 году, в котором Смиберт описывает своему дилеру свои теории о будущем искусства в Америке.

##### Работы афроамериканских художников
В архивах хранится более 50 бумажных коллекций афроамериканских художников. Эти личные документы затрагивают такие темы, как опыт экспатриантов, расизм в искусстве и Федеральный художественный проект. Коллекция включает в себя альбомы Палмера Хайдена, иллюстрированный журнал Хорация Пиппина о его военной службе во время Первой мировой войны и фотографии Альмы Томас. Другие известные коллекции представляют Чарльза Алстона, Хьюи Ли-Смита, Джейкоба Лоуренса, Ромара Бирдена и Генри Оссаву Таннера.

##### Работы латиноамериканских художников
В коллекции архива латиноамериканского искусства представлены более 100 частных лиц и организаций. Темы варьируются от мексиканского мурализма до сюрреализма, покровительство искусству Нового курса и движения чикано. Известные коллекции включают дневник Карлоса Лопеса, альбомы Эмилио Санчеса, исходный материал для Мела Рамоса и исследовательские материалы Эстер Маккой, относящиеся к мексиканской архитектуре. Они также ведут устные рассказы начиная с 1964 года.

##### Галерея Бориса Мирского
В 1989—1996 годах, с дополнениями в 2007 и 2017 годах, семья Бориса Мирски передала в Архив записи Галереи Бориса Мирски (1944—1979). Галерея Мирски демонстрировала авангардное искусство, в том числе работы в нью-йоркском и международном стилях современного искусства, а также незападное искусство. Но больше всего он был известен в зарождении американского фигуративного экспрессионизма в целом и бостонского экспрессионизма в частности, особенно для американских художников-евреев середины века. Несколько ключевых фигур бостонского экспрессионизма, связанных с Мирски, также давали исторические интервью архивам, в том числе Хайман Блум, Дэвид Аронсон, Джек Левин, Марианна Пинеда, Артур Полонски и Карл Цербе.

##### Галерея Лео Кастелли
В 2007 году семья галериста Лео Кастелли передала его работы в архив. На организацию сбора более 400 погонных футов ушло три года. Коллекция состоит из произведений искусства, проданных галереей при жизни Кастелли, опубликованных обзоров экспонатов галереи, фотографий и переписки со многими художниками, среди которых были Рой Лихтенштейн, Эльсуорт Келли и Энди Уорхол.

##### Документы Рокуэлла Кента
Художник, автор и иллюстратор Рокуэлл Кент пожертвовал свою коллекцию в 1969 году. Она содержала более 60 000 писем, заметок, эскизов, рукописей, фотографий и деловых записей за 70 лет. Через месяц его дом сгорел дотла, и Кент, заявил, что хотел бы пожертвовать весь дом архивам.

#### Устные истории
В 1958 году архив американского искусства начал программу устной истории при базовой поддержке «Фонда Форда» и продолжил работу при поддержке Совета по искусству штата Нью-Йорк, Благотворительного фонда «Pew Charitable Trust», Фонда Марка Ротко и Альянса искусств Пасадены. Сегодня в архиве хранится около 2000 устных интервью об американском искусстве. Программа продолжается и сегодня при финансовой поддержке Фонда американского искусства «Terra», Хьюстонского фонда Брауна, благотворительного фонда «Widgeon Point» и Американской ассоциации арт-дилеров. Меценат Нанетт Л. Лайтман профинансировала Проект документации Нанетт Л. Лайтман по ремеслам и декоративному искусству в Америке, что позволило провести более 150 интервью с американскими художниками-ремесленниками.
В 2009 году архив получил два крупных гранта для продолжения своей программы устной истории: грант в размере 75000 долларов от фонда «AG Foundation» и грант в размере 250 000 долларов от фонда «Save America’s Treasures» для оказания помощи в оцифровке приблизительно 4000 записей и сохранении 6000 часов звука.

## Администрация
Архив американского искусства — один из девяти исследовательских центров Смитсоновского института. Им управляет директор, назначаемый попечительским советом. Управление включает исполнительный комитет, совет и почетных членов.

#### Миссия
Освещать изучение истории искусства в Америке путем сбора, сохранения и предоставления для изучения документации богатого художественного наследия этой страны.